# Franz Wiegele
Franz Wiegele (né le 23 novembre 1965 à Villach) est un sauteur à ski autrichien.

## Palmarès

### Championnats du Monde Junior
| Épreuve / Édition | Kuopio 1983 |
| Individuel        | Or          |

### Coupe du monde
- Meilleur classement final: 18e en 1988.
- Meilleur résultat: 2e.